# Ставропольская улица (Санкт-Петербург)
Ставропо́льская у́лица — улица в Центральном районе Санкт-Петербурга. Проходит от Тверской улицы до Таврического переулка.

## История

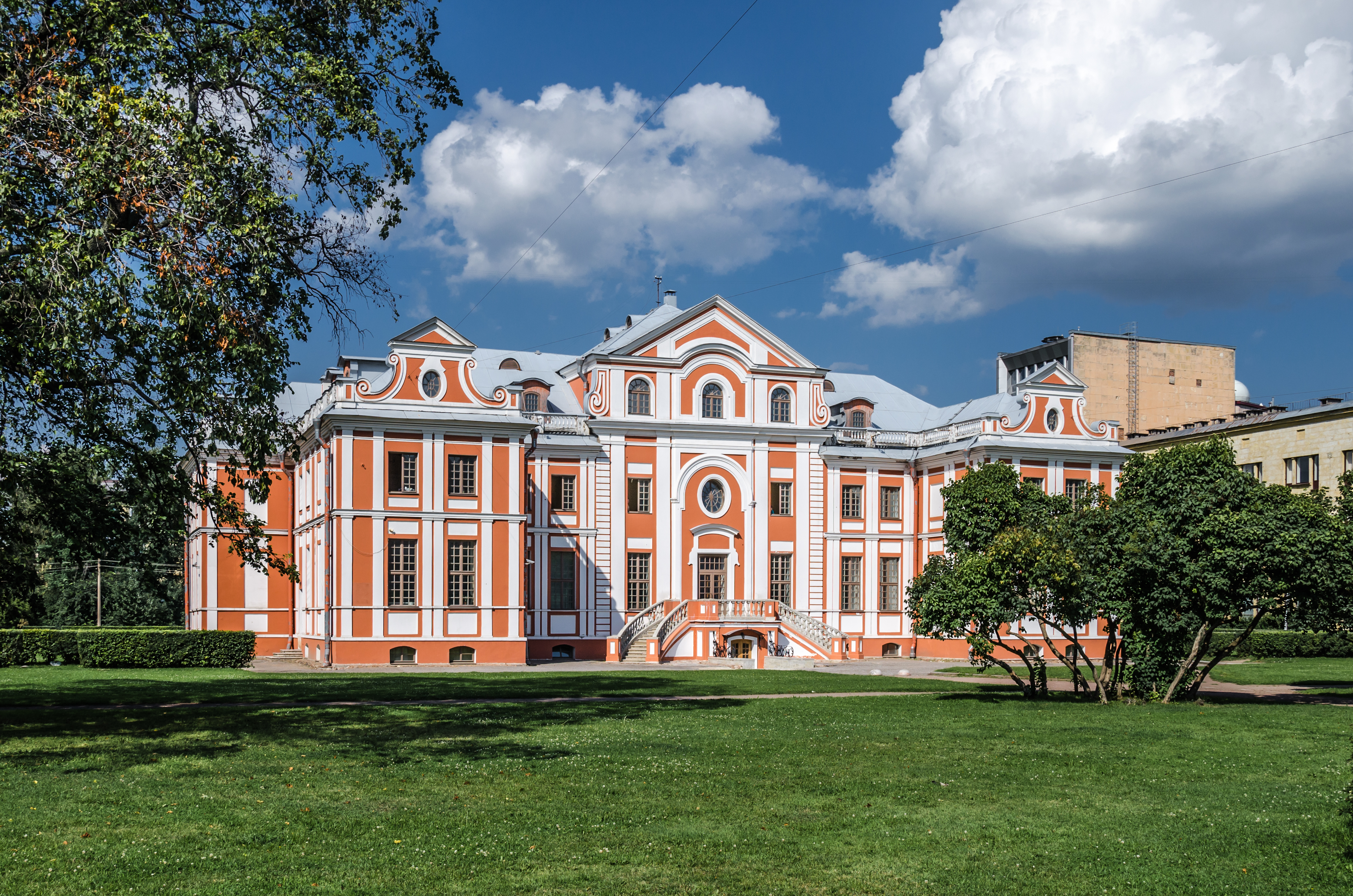
Кикины палаты

Первоначально — Благовещенская улица (с 1798 года). Проходила от Тверской улицы до Шпалерной улицы. Название связано с тем, что в Кикиных палатах (дом 9) находилась полковая церковь Благовещения Пресвятой Богородицы Конногвардейского полка. Рядом располагалась одноимённая площадь.
С 1821 по 1844 год — Благовещенский переулок.
В справочнике 1844 года в состав переулка включён участок южнее Тверской улицы.
В 1840-е годы продлена от Шпалерной улицы до Таврического переулка.
Современное название присвоено 14 июля 1859 года по городу Ставрополю.

## Примечательные здания
- Дом № 9 — Кикины палаты.
- Дом № 10 — ЦНИИ морского флота.
- Аракчеевские казармы (Кавалергардская ул./Шпалерная ул., 51б)[1][2].